# Putney (Geórgia)
Putney é uma Região censo-designada localizada no estado americano de Geórgia, no Condado de Dougherty.

## Demografia
Segundo o censo americano de 2000, a sua população era de 2998 habitantes.

## Geografia
De acordo com o United States Census Bureau tem uma área de 56,1 km², dos quais 55,6 km² cobertos por terra e 0,5 km² cobertos por água. Putney localiza-se a aproximadamente 58 m acima do nível do mar.

## Localidades na vizinhança
O diagrama seguinte representa as localidades num raio de 28 km ao redor de Putney.